# Trismegistomyia pumilis
Trismegistomyia pumilis là một loài ruồi trong họ Tachinidae.